# 이운

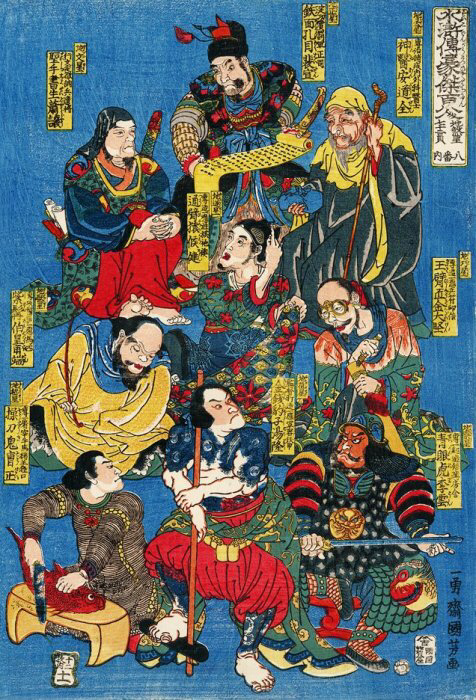

이운(李雲)은 중국의 사대기서(四大奇書) 중 하나인 《수호전》(水滸傳)에 등장하는 인물로, 108성 중 97위이자 지살성(地煞星)의 지찰성(地察星)에 해당한다. 별호는 청안호(靑眼虎)로 당당한 풍채에 수염이 붉고 눈동자가 파랗다는 티베트인 같은 외모 때문에 청안호라는 별호를 가졌다. 기수현의 경비대장으로 주부의 창봉 스승이다. 서른, 오십 명이 덤벼도 당해낼 수 없다는 무예의 달인이었으며 양산박에서는 가옥을 보수하고 신축하는 일을 맡았다. 성격은 성실하고 술을 못한다.

## 생애
기수현에서 도두직을 맡고 있었다. 어느 날 강주에서 양산박의 산적 이규가 조가촌에서 붙잡혔다는 연락을 받고 부하들을 거느리고 이규를 붙잡는다. 다음날 아침에는 관아로 호송하기 위해 떠나는데 얼마 지나지 않아 예전에 자신에게 창봉을 배웠던 주점 주인 주부가 술과 고기를 가지고 찾아왔다. 군사들은 크게 먹고 마시고 이운도 술을 못함에도 불구하고 워낙 주부가 권하므로 술을 두 입과 고기 두 조각만 집어먹었다. 그런데 사실 주부의 형은 양산박의 두령인 주귀였고, 술과 고기에는 몽한약이 들어 있었다. 이운과 밑의 군사들은 금세 의식을 잃었고, 이운이 정신을 차리자 이규와 주씨 형제도 자취를 감췄고, 밑의 군사들은 모두 죽임을 당했다. 이대로는 지사를 만날 낯이 없자 이운은 이규와 주씨 형제를 쫓는다. 얼마 지나지 않아 이들을 발견하고 이규와 칼로 맞부딪치는데 승부가 나기도 전에 주부가 갈라놓는다. 그리고 주부는 성심성의껏 사죄하는 것과 이대로 돌아가면 책임을 물을 것이라는 말을 한다. 주부에게 양산박 입산을 권유받은 이운은 이에 마음을 바꿔 그들을 따라 양산박에 입산하게 된다.
양산박 입산 후에는 웬일인지 가옥이나 청사의 건조·수축과 같은 후방 책임자로 임명된다. 호연작과의 전투에서는 서녕의 구겸창 부대의 일원으로 출진하기도 했으나 개인 무공을 세울 기회는 없었고 오히려 화약 구입이나 실종자 수색 등 뒷일을 맡게 되는 경우가 많았다. 108명이 양산박에 모인 후에도 계속 가옥 건축 및 수선의 총두령을 맡는다. 관군과의 싸움에서는 선원으로 변장하고 잠입하여 적 장군 엽춘과 왕근을 죽이는 무공을 올렸다. 양산박이 조정에 귀순한 후에는 도종왕, 탕륭 등과 대형 공성무기 제작을 담당하며 성 공격에서 크게 위력을 발휘하였으나 여기서도 그 무예의 뛰어난 면모를 보여주는 장면은 없고, 마지막에는 방랍과의 전투에서 적장 왕인을 붙잡으려다 왕인이 가진 명마 전산비마의 말굽에 짓밟혀 최후를 맞이했다.